# Atletismo nos Jogos Pan-Americanos de 1951 - 5000 m masculino
Os 5000 metros rasos foram um dos eventos do atletismo nos Jogos Pan-Americanos de 1951, em Buenos Aires. A prova foi disputada no Estádio Monumental de Núñez entre os dias 27 de fevereiro e 8 de março.

## Medalhistas
| Ouro   | ARG Ricardo Bralo |
| Prata  | USA John Twomey   |
| Bronze | CHI Gustavo Rojas |

### Final
| Pos.              | Atleta         | País               | Tempo     |
| ----------------- | -------------- | ------------------ | --------- |
| Medalha de ouro   | Ricardo Bralo  | ARG Argentina      | 14.57.2 m |
| Medalha de prata  | John Twomey    | USA Estados Unidos | 14.57.5 m |
| Medalha de bronze | Gustavo Rojas  | CHI Chile          | 15.06.4 m |
| 4                 | Browning Ross  | USA Estados Unidos | 15.11.5 m |
| 5                 | Raúl Inostroza | CHI Chile          | N/A       |
| 6                 | Gilberto Miori | ARG Argentina      | N/A       |